# Ilija Gruev (labdarúgó, 2000)
Ilija Ilijev Gruev (Szófia, 2000. május 6. –) bolgár válogatott labdarúgó, a Leeds labdarúgója, középpályás.

## Pályafutása

#### Werder Bremen
Gruev a német Werder Bremen nevelése. 2020. december 23-án mutatkozott be a felnőttek között egy német kupameccsen.

#### Leeds
Gruev 2023. augusztus 31-én igazolt a Leeds csapatához.

### Válogatottban
2022. szeptember 23-án mutatkozott be Gibraltár ellen, egy Nemzetek Ligája mérkőzésen.

#### Mérkőzései a bolgár válogatottban
megjegyzés Az eredmények a bolgár válogatott szemszögéből értendők.
| #   | Dátum                | Ellenfél        | Eredmény | Kiírás               | Esemény |
| --- | -------------------- | --------------- | -------- | -------------------- | ------- |
| 1.  | 2022. szeptember 23. | Gibraltár       | 5 – 1    | UEFA Nemzetek Ligája | 71'     |
| 2.  | 2022. szeptember 26. | Észak-Macedónia | 1 – 0    | UEFA Nemzetek Ligája | 41'     |
| 3.  | 2022. november 16.   | Ciprus          | 2 – 0    | barátságos           | 46'     |
| 4.  | 2022. november 20.   | Luxemburg       | 0 – 0    | barátságos           |         |
| 5.  | 2023. március 24.    | Montenegró      | 0 – 1    | Eb-selejtező         |         |
| 6.  | 2023. március 27.    | Magyarország    | 0 – 3    | Eb-selejtező         | 85'     |
| 7.  | 2023. június 17.     | Litvánia        | 1 – 1    | Eb-selejtező         |         |
| 8.  | 2023. június 20.     | Szerbia         | 1 – 1    | Eb-selejtező         |         |
| 9.  | 2023. szeptember 7.  | Irán            | 0 – 1    | barátságos           |         |
| 10. | 2023. szeptember 10. | Montenegró      | 1 – 2    | Eb-selejtező         |         |
| 11. | 2023. október 14.    | Litvánia        | 0 – 2    | Eb-selejtező         | 68'     |
| 12. | 2023. október 17.    | Albánia         | 0 – 2    | barátságos           | 74' 86' |
| 13. | 2023. november 16.   | Magyarország    | 2 – 2    | Eb-selejtező         |         |
| 14. | 2023. november 19.   | Szerbia         | 2 – 2    | Eb-selejtező         |         |

## Család
Apja Ilija Gruev bolgár válogatott labdarúgó.